# Montreuil-sur-Blaise
Montreuil-sur-Blaise è un comune francese di 162 abitanti situato nel dipartimento dell'Alta Marna nella regione del Grand Est.

## Società

### Evoluzione demografica
Abitanti censiti